# بيت معوضة (بني سعد)

تعديل مصدري - تعديل

بيت معوضة هي إحدى قرى عزلة قرن المسجد بمديرية بني سعد التابعة لمحافظة المحويت، بلغ تعداد سكانها 117 نسمة حسب تعداد اليمن لعام 2004.